# المقصورة (الصومعة)

تعديل مصدري - تعديل

المقصورة هي إحدى قرى عزلة ال عبيد بمديرية الصومعة التابعة لمحافظة البيضاء، بلغ تعداد سكانها 412 نسمة حسب تعداد اليمن لعام 2004.